# 牛久保町 (横浜市)
牛久保町（うしくぼちょう）は、神奈川県横浜市都筑区の地名。「丁目」の設定のない単独町名である。住居表示未実施区域。

## 地理
都筑区の北部に位置し、東と南東に牛久保、南西に中川、北西にあゆみが丘、北に川崎市宮前区有馬と接している。住居表示実施が進んで牛久保町から牛久保一丁目～三丁目、牛久保西一丁目～四丁目、牛久保東一丁目～三丁目が設置されたため、現在の町域は市街化調整区域のみとなっている。

### 字
- 請地古梅
- 上小山田
- 下小山田[2]

## 歴史

### 沿革
かつて、横浜市に編入前は都筑郡中川村大字牛久保であった。
- 1939年（昭和14年）4月1日 - 横浜市に編入。横浜市港北区牛久保町となる[7]。
- 1969年（昭和44年）10月1日 - 行政区再編成に伴い、港北区が再配置され、横浜市港北区牛久保町となる[8]。
- 1972年（昭和47年）1月26日 - 土地区画整理事業に伴い、北山田町の一部が牛久保町に編入、牛久保町の一部がすみれが丘へ編入[9]。
- 1989年（平成元年）11月27日 - 住居表示の実施に伴い、牛久保町の一部が牛久保西二丁目、牛久保西四丁目、中川一丁目へ編入[10]。
- 1990年（平成2年）7月9日 - 住居表示の実施に伴い、牛久保町の一部が牛久保二丁目、中川四丁目、すみれが丘へ編入[10]。
- 1991年（平成3年）11月11日 - 住居表示の実施に伴い、牛久保町の一部が牛久保三丁目、牛久保西三丁目、北山田四丁目、すみれが丘へ編入[11]。
- 1992年（平成4年）10月19日 - 住居表示の実施に伴い、牛久保町の一部が牛久保一丁目、牛久保西一丁目、南山田一丁目へ編入[11]。
- 1994年（平成6年）11月6日 - 住居表示の実施に伴い、牛久保町の一部が牛久保東一丁目、牛久保東二丁目、中川中央一丁目、緑区新石川四丁目へ編入[12]。行政区再編成に伴い、都筑区が新設され、横浜市都筑区牛久保町となる[13]。
- 1995年（平成7年）10月16日 - 住居表示の実施に伴い、牛久保町の一部が牛久保東三丁目、大棚町、大棚西、中川六丁目へ編入[14]。
- 1999年（平成11年）10月25日 - 住居表示の実施に伴い、牛久保町の一部があゆみが丘、青葉区新石川四丁目へ編入[15]。
- 2004年（平成16年）10月18日 - 住居表示の実施に伴い、中川町の一部が牛久保町に編入[15]。

## 世帯数と人口
2025年（令和7年）6月30日現在（横浜市発表）の世帯数と人口は以下の通りである。
| 町丁     | 世帯数  | 人口  |
| -------- | ------- | ----- |
| 牛久保町 | 200世帯 | 400人 |

### 人口の変遷
国勢調査による人口の推移。
| 年                 | 人口 |
| ------------------ | ---- |
| 1995年（平成7年）  | 677  |
| 2000年（平成12年） | 340  |
| 2005年（平成17年） | 379  |
| 2010年（平成22年） | 523  |
| 2015年（平成27年） | 519  |
| 2020年（令和2年）  | 486  |

### 世帯数の変遷
国勢調査による世帯数の推移。
| 年                 | 世帯数 |
| ------------------ | ------ |
| 1995年（平成7年）  | 218    |
| 2000年（平成12年） | 101    |
| 2005年（平成17年） | 121    |
| 2010年（平成22年） | 152    |
| 2015年（平成27年） | 150    |
| 2020年（令和2年）  | 155    |

## 学区
市立小・中学校に通う場合、学区は以下の通りとなる（2024年11月時点）。
| 番・番地等 | 小学校                   | 中学校               |
| ---------- | ------------------------ | -------------------- |
| 全域       | 横浜市立すみれが丘小学校 | 横浜市立中川西中学校 |

## 事業所
2021年（令和3年）現在の経済センサス調査による事業所数と従業員数は以下の通りである。
| 町丁     | 事業所数 | 従業員数 |
| -------- | -------- | -------- |
| 牛久保町 | 28事業所 | 262人    |

### 事業者数の変遷
経済センサスによる事業所数の推移。
| 年                 | 事業者数 |
| ------------------ | -------- |
| 2016年（平成28年） | 30       |
| 2021年（令和3年）  | 28       |

### 従業員数の変遷
経済センサスによる従業員数の推移。
| 年                 | 従業員数 |
| ------------------ | -------- |
| 2016年（平成28年） | 344      |
| 2021年（令和3年）  | 262      |

## 交通
- 神奈川県道102号荏田綱島線

## 施設
- みどり野幼稚園[25]
- 都筑港北霊園

## その他

### 日本郵便
- 郵便番号 : 224-0011[3]（集配局：都筑郵便局[26]）

### 警察
町内の警察の管轄区域は以下の通りである。
| 番・番地等 | 警察署     | 交番・駐在所 |
| ---------- | ---------- | ------------ |
| 全域       | 都筑警察署 | 中川駅前交番 |